# Істобки (зупинний пункт)
Істобки, Істопки (біл. Істобкі, Істопкі) — пасажирський залізничний зупинний пункт Гомельського відділення Білоруської залізниці на електрифікованій лінії Жлобин — Калинковичі між зупинним пунктом Ниви та станцією Мормаль. Розташований в селі Істобки Жлобинського району Гомельської області.

## Галерея

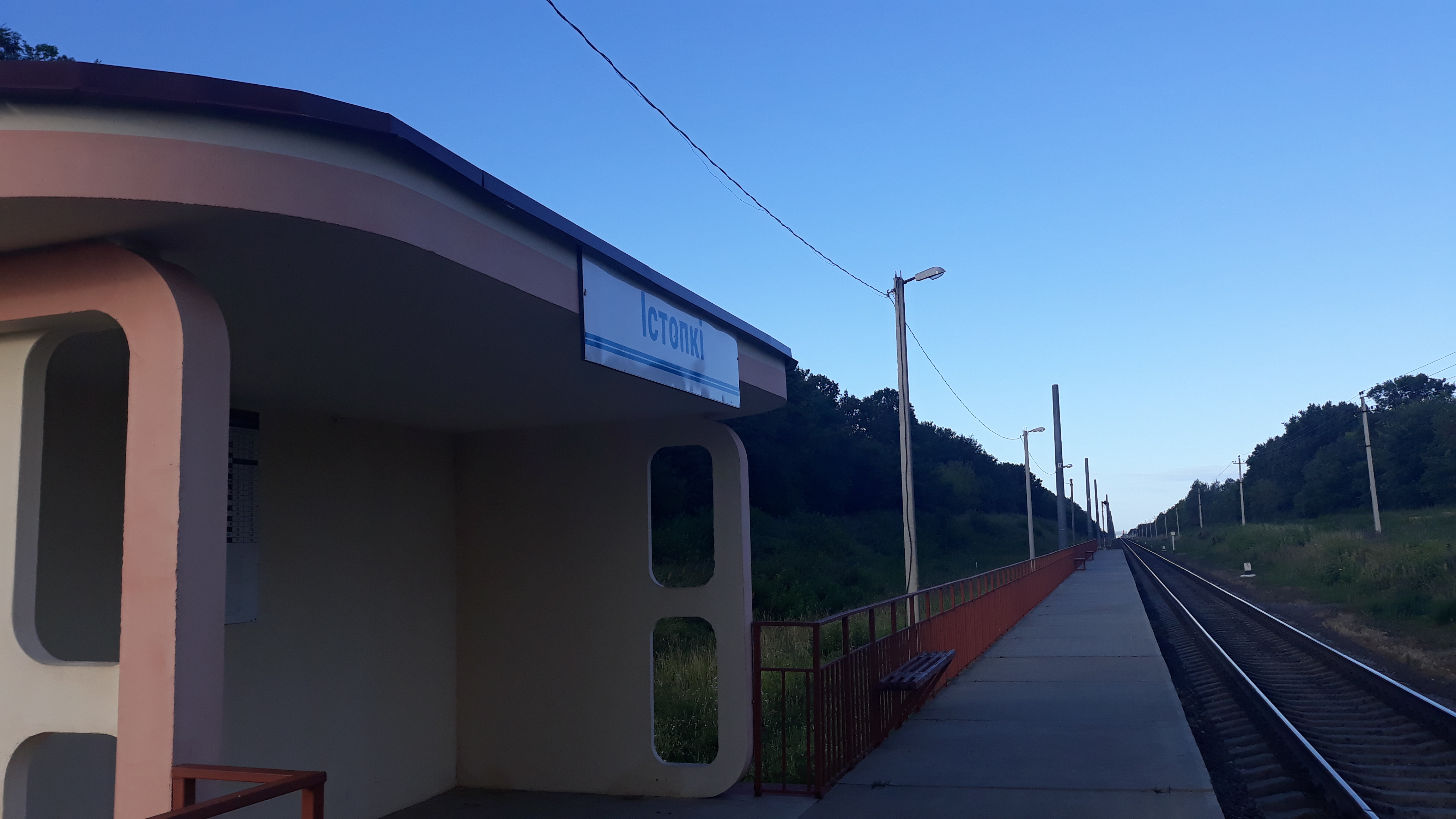
Краєвид у напрямку станції Мормаль